# Salamis australis
Salamis australis är en fjärilsart som beskrevs av Hans Fruhstorfer 1899. Salamis australis ingår i släktet Salamis och familjen praktfjärilar. Inga underarter finns listade i Catalogue of Life.